# Серджо Корбуччі
Серджо Корбуччі (італ. Sergio Corbucci; 7 грудня 1926 — 1 грудня 1990 Рим) — відомий італійський кінорежисер і сценарист.

## Біографія
Серджо Корбуччі — італійський кінорежисер і сценарист, увійшов до класиків кінематографу завдяки фільмам-вестернам. Починав з малобюджетних постановок. Серед його робіт відзначають такі фільми, як «Блеф», «Синьйор Робінзон», «Сінг-сінг». У фільмах Корбуччі знімалися Адріано Челентано, Ентоні Квінн, Франко Неро, Капучіне, Паоло Вілладжо, Тото й інші.
Під час зйомок бойових сцен режисер волів використовувати ручну камеру. Є старшим братом сценариста і режисера Бруно Корбуччі. Уже в 1951 році він був помічником режисера фільмів «Погляд Святої Лючії» і «Альдо Вергал». Незабаром Корбуччі зняв свою першу картину — «Врятуйте мою дочку» (1951).
Перший комерційний успіх до Серджо Корбуччі прийшов у зв'язку з виходом його фільму «Джанго» (1966) з Франко Неро в головній ролі. Стрічка була знята в жанрі спагеті-вестерну.